# Portrait de Chaliapine
Le Portrait de Chaliapine ou Portrait de Fédor Chaliapine (en russe : Портрет Ф. И. Шаляпина) (le peintre lui donne plusieurs appellations : La Nouvelle ville, Fiodor Chaliapine dans une ville inconnue, F. I. Chaliapine à la foire, Chaliapine à la foire de Nijni Novgorod) est un tableau du peintre russe Boris Koustodiev, réalisé en 1922.
Le peintre Boris Koustodiev et le chanteur d'opéra Fiodor Chaliapine appréciaient leur travail respectif avant même leur rencontre personnelle organisée à l'initiative de l'écrivain Maxime Gorki, en 1919, dès après la révolution d'octobre. Chaliapine invite Koustodiev à travailler ensemble pour la production de l'opéra La Puissance de l'ennemi d'Alexandre Serov au théâtre Mariinsky, comme peintre des décors et dessinateur des costumes. Koustodiev accepte, bien qu'à cette époque il ne se déplace plus que dans une chaise roulante en raison d'une maladie grave qui lui paralyse ses deux jambes. Il convient également avec Chaliapine de réaliser son portrait et il fait de nombreux dessins et croquis à ce sujet pendant la préparation de son travail sur les décors de l'opéra.
Le portrait de Chaliapine est créé par épisodes durant la période 1920 à 1922, dans des conditions difficiles pour Koustodiev : pour atteindre toute la toile au pinceau, le peintre doit peindre par parties, à demi couché, à l'aide d'un dispositif permettant d'incliner la toile vers lui à la position souhaitée. Sur la toile, Chaliapine est représenté dans une riche chouba, la tête couverte d'une chapka sur fond de paysage hivernal et de fête populaire de la maslenitsa. Aux pied du chanteur, le bouledogue Roïka, et à gauche au bas de la butte, les filles du chanteur Marthe et Marina accompagnées de son secrétaire personnel Issaï Dvorichtchine. Malgré l'aspect pompeux du portrait, il se distingue par l'expression de la véritable personnalité de Chaliapine, qui est moulée dans un esprit vraiment populaire. Le chanteur est un homme qui reste un vrai Russe malgré sa célébrité d'artiste.
Koustodiev n'a jamais pu vraiment apprécier le portrait, du fait de son éloignement immédiat. En effet, Chaliapine achète le tableau et l'emmène en France, où il émigre l'année même de la réalisation du tableau, en 1922. Il aimait beaucoup le travail de Koustodiev sur son portrait et il situait ce peintre au-dessus des autres, parmi ceux de sa grande collection personnelle de peinture de l'école russe. La même année, Koustodiev crée pour lui-même une copie réduite du portrait, qui a pu être exposée dans le monde entier, tandis que l'original était conservé dans l'appartement de Chaliapine à Paris. Koustodiev meurt en 1927 et Chaliapine en 1938. La copie réduite du peintre est conservée quelque temps à la galerie Tretiakov, puis elle est transférée au Musée russe, où elle se trouve encore aujourd'hui. Quant à l'original, il a été conservé par la famille de Chaliapine, mais, en 1968, ses filles en ont fait don au Musée du théâtre et de la peinture de Leningrad (ru) et depuis 1985, il est exposé dans le grand salon de la maison-musée Chaliapine à Leningrad (aujourd'hui Saint-Pétersbourg).

## Contexte

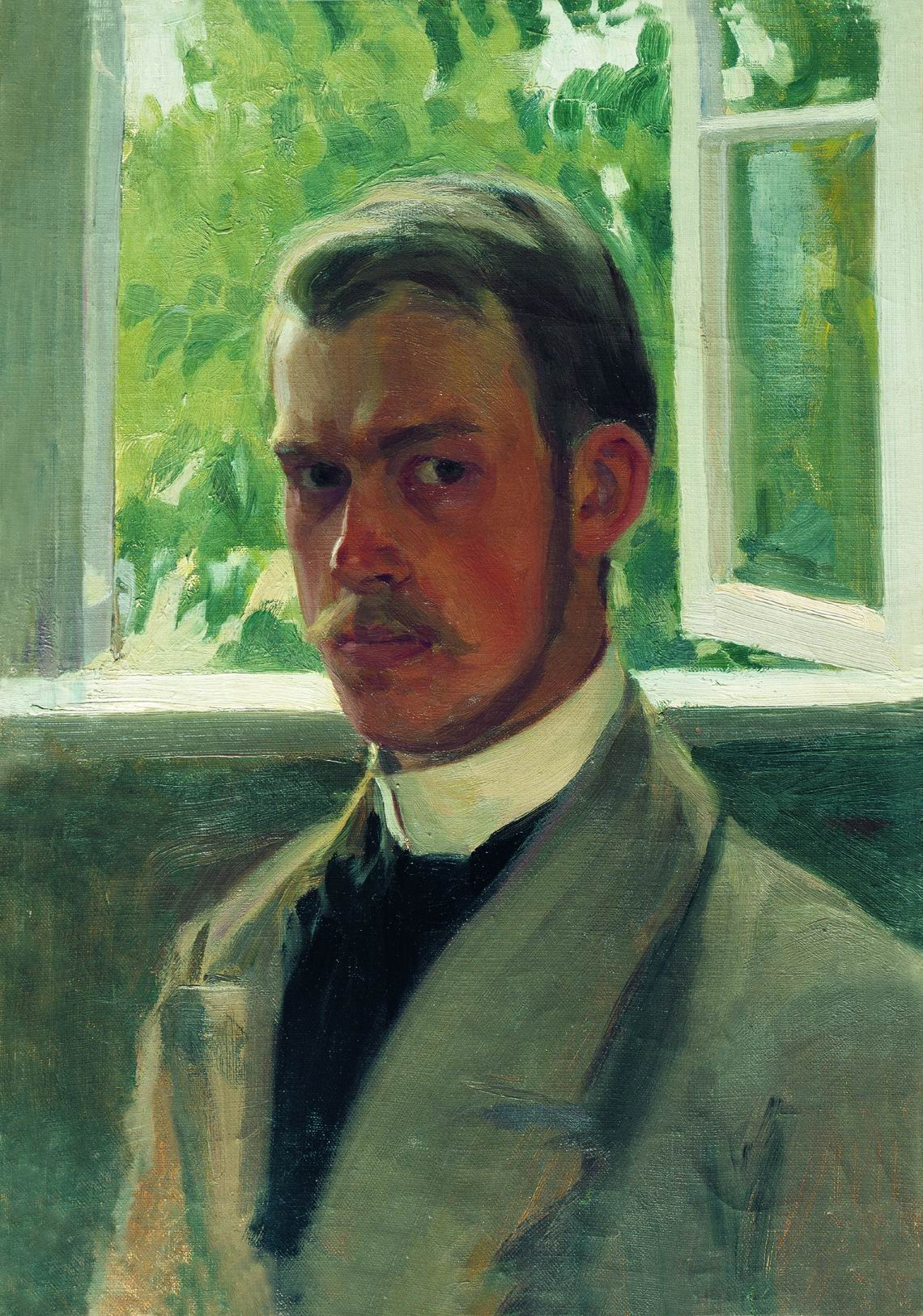
Autoportrait à la fenêtre, Koustodiev (1899)

Comme chanteur d'opéra à la voix de basse, Fiodor Chaliapine se produit à l'opéra privé de Moscou, au théâtre Bolchoï et au théâtre Mariinsky à Moscou et Saint-Pétersbourg, mais il se fait connaître également comme interprète de chansons folkloriques russes et de romances. La reconnaissance de Boris Koustodiev comme peintre lui vient alors qu'il est encore étudiant à l'académie des Beaux-Arts de Pétersbourg et ses portraits lui valent des prix dans des expositions internationales. Cependant, sa vie prend une tournure pénible : en 1911, il est atteint d'une maladie grave de la colonne vertébrale qui finit par provoquer une paralysie des jambes en 1916. Condamné à vivre en chaise roulante, il n'en perd pas pour autant sa force de caractère et continue à travailler,. Il écrit à cette époque : « Comme mon monde se réduit maintenant à ma seule chambre, c'est vraiment très triste sans lumière et sans soleil. Je m'occupe toujours de ce que j'essayais de faire en peinture : capturer et reproduire les reflets du soleil »,. Koustodiev possède un don d'observation extraordinaire ainsi qu'une mémoire visuelle phénoménale. C'est ce qui lui permet de peindre des tableaux reprenant ses souvenirs les plus joyeux d'avant sa maladie, sur la vie en Russie, mais sans les peines, la grisaille, l'ennui de la vie quotidienne populaire. Ses toiles, avec comme sujet des tasses de thé, des coins salons, des restaurants, des descentes en luge durant des hivers merveilleux, des baraques foraines, des manèges, des fêtes populaires, sont remplies d'un sentiment de bien-être matériel, au milieu de couleurs éclatantes et de brillants motifs. Elles immergent le spectateur dans l'imaginaire de l'artiste, dans une ville Koustodiev dans un pays Koustodiev extraordinaire. Koustodiev aimait le travail de Chaliapine depuis son plus jeune âge, on peut même dire qu'il l'idolâtrait. Chaliapine, artiste sensible, ne pouvait qu'être touché par le sort de Koustodiev à la suite de sa paralysie. Il admirait son art qui lui faisait grande impression, le qualifiait de remarquable et d'immortel et le considérait comme un homme hors du commun et digne de la plus grande vénération,,,. Dans son deuxième livre autobiographique intitulé Le Masque et l'âme achevé en 1932 et racontant sa vie, Chaliapine écrit:

« J'ai connu beaucoup de gens intéressants, talentueux, et bons dans la vie, mais si j'ai rencontré un esprit vraiment élevé chez un homme, c'est chez Koustodiev. Tous les Russes cultivés savent quel remarquable artiste il était. Tout le monde connaît sa Russie surprenante, vivant au son des tambourins de la maslenitsa. Ses théâtres forains, ses marchands Souslov, ses marchandes Piskoulina, ses belles femmes bien rondes, ses gaillards et ses petits gars, toutes ces figures russes typiques, créées par lui à partir de ses souvenirs d'enfance, communiquent au spectateur un sentiment de joie extraordinaire. Seul un amour incroyable pour la Russie pouvait donner à cet artiste une telle précision joyeuse dans le dessin et une telle saveur appétissante à ses tableaux dans leur imagerie du peuple russe… Mais beaucoup de gens savent-ils que ce Koustodiev joyeux et divertissant était un homme handicapé physiquement, invalide ? On ne peut penser sans émotion à la grandeur d'âme de cet homme qui ne peut être qualifiée que d'héroïque. »

## Histoire

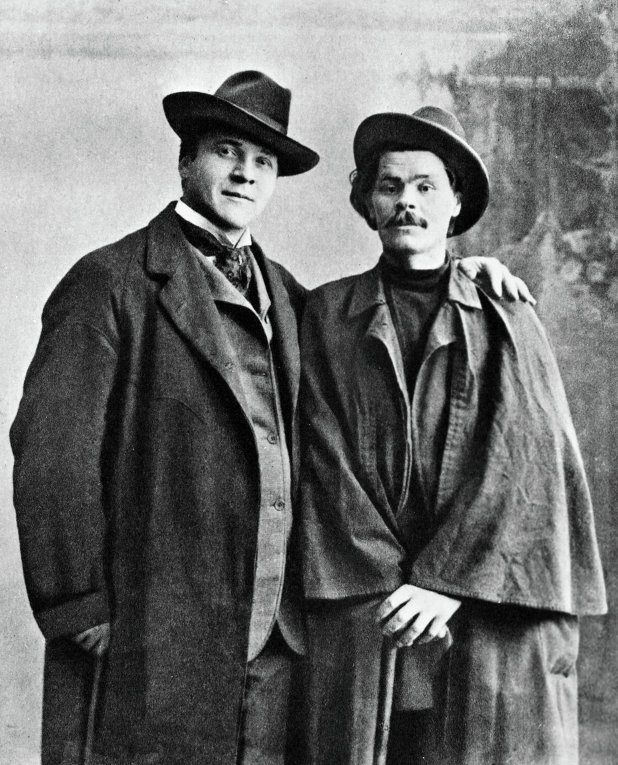
Gorki et Chaliapine en 1901

En 1919, dans l'appartement de Boris Koustodiev, au n° 7 de la rue Vedenski à Petrograd, vient lui rendre visite l'écrivain de renom Maxime Gorki. Il apprécie le travail de Koustodiev depuis l'époque où le peintre créait des dessins satiriques dans les revues Joupel et La Poste de l'enfer. L'appartement de Koustodiev n'était pas très éloigné de celui de Gorki, ni de la Maison du peuple. Gorki est accompagné de Chaliapine, qui s'intéresse à l'œuvre théâtrale de Koustodiev. Chaliapine revient plusieurs fois chez Koustodiev, parfois seul, parfois avec Gorki.
L'occasion de se familiariser avec la famille Koustodiev se présente à Chaliapine alors qu'il travaille à la mise en scène au théâtre Mariinsky de l'opéra La Puissance de l'ennemi, écrit par le compositeur Alexandre Serov d'après la pièce d'Alexandre Ostrovski Ne vis pas comme tu veux'. Pour cette production, qui est la dernière de Chaliapine au théâtre Mariinsky, le chanteur est à la fois metteur en scène, interprète du rôle d'Eriomka, à la recherche d'intonations et des meilleurs artistes capables de réaliser les décors,,. Après avoir décidé que l'on ne trouverait pas de meilleur artiste pour ressentir et représenter le monde d'Ostrovski, le collectif du théâtre envoie Chaliapine chez Koustodiev avec une proposition de création des décors et des costumes pour l'opéra La Puissance de l'ennemi. Quand Chaliapine entre chez Koustodiev et qu'il le voit cloué à sa chaise roulante, il est pris d'une tristesse pathétique :

« Il m'a invité à m'asseoir et a déplacé sa chaise roulante de ses mains pour être plus près de ma chaise. C'était triste de voir le malheur de cet homme, mais lui même ne s'en apercevait pas : quarante ans, blond, le teint pâle, il m'a frappé par sa vivacité d'esprit ; pas la moindre nuance de tristesse sur son visage. Ses yeux brillaient et reflétaient sa joie de vivre.
Je lui expose l'objet de ma démarche.
– Mais avec plaisir, avec plaisir, – répond Koustodiev. Je suis content de pouvoir vous aider pour une pièce aussi merveilleuse. C'est avec plaisir que je vous préparerai des esquisses, je m'occuperai des costumes. En attendant, venez poser pour moi dans cette chouba. Elle est vraiment somptueuse. Ce sera un plaisir de la peindre.
– Est-ce une bonne idée? – lui dis-je. La chouba est belle, mais elle a peut-être été volée.
– Comment volée ? Vous plaisantez, Fiodor Ivanovitch.
– Mais oui, dis-je, – il y a trois semaines, je l'ai reçue pour un concert donné dans une institution publique. Et vous, vous connaissez certainement le slogan : volez ce qui a été pillé.
– Comment cela s'est-il passé ?
– On est venu me chercher et on m'a proposé de chanter pour un concert au théâtre Mariinsky pour je ne sais plus quelle institution, et au lieu de me payer en argent ou avec quelques kilos de farine, on m'a proposé cette chouba. Comme j'avais sur moi ma veste kangourou tatare j'aurais pu ne pas choisir la chouba, mais elle m'a intéressé. J'ai donc été au magasin. On m'a proposé de choisir. Quel sale bourgeois je suis ! Je ne pouvais pas choisir le pire et j'ai donc choisi le meilleur.
– Eh bien, nous l'avons maintenant, Fiodor Ivanovitch, et nous allons la fixer sur la toile. Comme c'est original : on applaudira et l'acteur, et le chanteur et la chouba. »

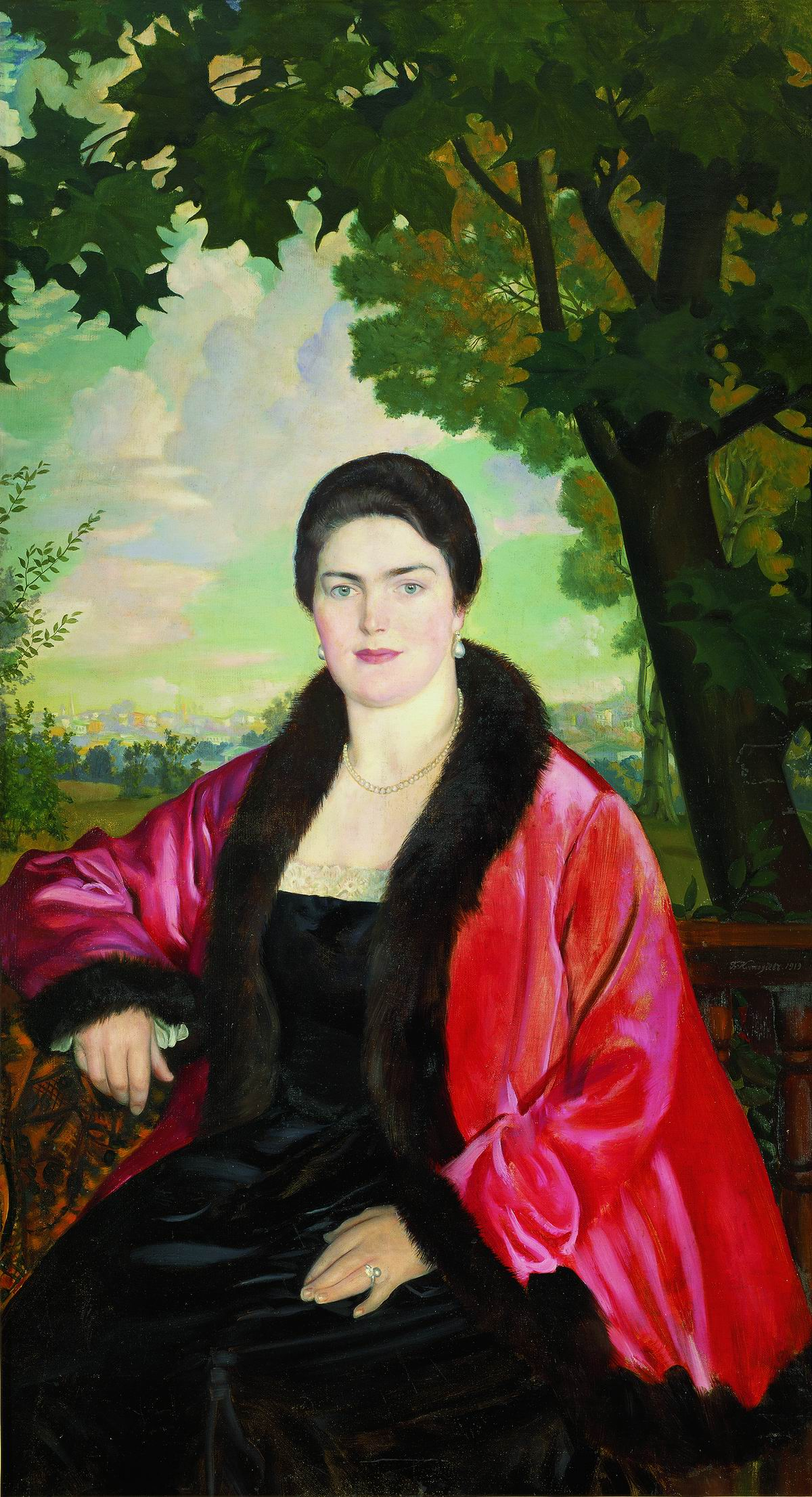
Portrait de Maria Chaliapina, 1919

Koustodiev, sédentaire du fait de sa paralysie, accepte volontiers et sans hésitation la proposition de Chaliapine de réaliser les décors de l'opéra,. À cette époque, il écrit au metteur en scène Vassili Loujski : « Je suis à la maison dans ma chaise, et, bien entendu, je travaille et travaille encore, c'est cela toutes les nouvelles. Je m'ennuie sans visite, sans le théâtre, sans musique, je suis privé de tout cela »,. Par ailleurs, Koustodiev est enthousiaste à l'idée de travailler avec un artiste de renommée mondiale comme Chaliapine,. La personnalité du chanteur, son apparence et sa personnalité attiraient ses contemporains, parce qu'elles s'exprimaient dans les meilleures œuvres : dans la littérature de mémoire ou de fiction, dans la sculpture, dans le graphisme, dans la peinture. Le peintre Alexandre Golovine peignait Chaliapine dans ses rôles d'acteur, mais Valentin Serov, Boris Pasternak, Ilia Répine et Constantin Korovine le peignaient dans la vie même. Koustodiev, qui a contribué à la création de toute une galerie de portraits de Chaliapine, n'a pas fait exception,,. Quelque temps après, Chaliapine vient retrouver le peintre au travail avec le chef d'orchestre du théâtre Mariinsky Daniil Pokhitonov (ru). Ce dernier s'assied dans le salon pour le piano et accompagne Chaliapine qui chante presque tous les arias de l'opéra La Puissance de l'ennemi. C'est à ce moment, semble-t-il, que Koustodiev expose à Chaliapine son souhait de réaliser son portrait. Mais le chanteur invoque le manque de temps pour la pose, et en même temps il convient avec le peintre que celui-ci réalisera le portrait de son épouse Maria Valentinovna Chaliapina. Cette année-là, pour Koustodiev, ce portrait est la seule commande bourgeoise, sur laquelle il représente Maria Chaliapina, avec sa gentillesse, sur fond de parc au paysage romantique qui a, en fait, ombragé les traits de sa cliente.

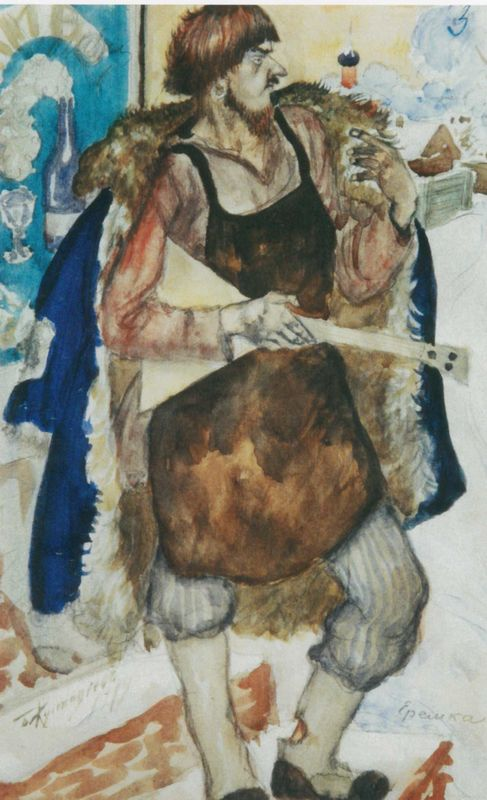
Eriomka suivant le croquis de Koustodiev

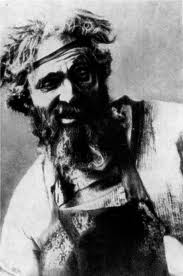
Chaliapine en Eriomka dans l'opéra La Puissance de l'ennemi

Koustodiev exprime le désir d'assister à toutes les répétitions, si bien que Chaliapine se procure un camion pour amener le peintre au théâtre en le descendant chez lui du quatrième étage sur sa chaise roulante et, arrivé au théâtre, en le conduisant jusqu'à sa loge sur la même chaise. Koustodiev suit avec grand intérêt les répétitions sur la scène et se familiarise avec le travail sur place, dans les ateliers de mise en scène, de tailleurs et de costumiers. Chaliapine procède de même pour ramener Kustodiev chez lui, sur sa chaise roulante dans son camion,,,. En 1920, grâce à Chaliapine, Koustodiev peut visiter le théâtre Mariinsky à deux reprises et y admirer l'opéra de Christoph Willibald Gluck, Orphée et Eurydice, ainsi que trois spectacles de ballets d'un seul acte chacun : Le Pavillon d'Armide, Carnaval (en) et Les Sylphides. De pair avec La Puissance de l'ennemi, le peintre prend en charge la création des décors de l'opéra de Nikolaï Rimski-Korsakov La Fiancée du tsar, mis en scène par Viktor Rappoport avec le collectif du théâtre Bolchoï dans le quartier de Petrograd de la Maison du peuple. La préparation de l'opéra La Puissance de l'ennemi a lieu malgré les conditions rendues difficiles par la Première Guerre mondiale et la révolution russe, qui avaient considérablement réduit la troupe de théâtre, et les jeunes nouvellement recrutés ont du étudier les bases élémentaires pour devenir acteur, et apprendre aussi la notation musicale. En même temps, tout cela fascine Chaliapine toujours aussi intransigeant et exigeant. Si bien qu'il diminue au maximum les tournées dans les villes russes de province et commence à s'occuper personnellement de répétitions, et montre lui-même les intonations pour les rôles de participants à des scènes musicales de groupe. Il est pointilleux, même pour les détails les plus petits, et il leur attache la même importance que celle qu'il attache à la présentation artistique de l'opéra, afin que chaque élément entre dans un ensemble artistique unique,. Entre Chaliapine et Koustodiev s'établissent de bonnes relations. Chaliapine rend régulièrement visite à Koustodiev et examine les croquis et ébauches avant qu'il ne les peigne à l'huile, satisfait du fait que l'artiste comprenne ce qu'il souhaite. Plus d'une fois, ils chantent en duo, se souvenant des chansons natales de la région de la Volga, où ils ont tous deux grandi, satisfaits de ce que Koustodiev ait une voix de ténor qui ne soit pas si mauvaise,,,. Le travail touche à sa fin, mais les charges imposées à Chaliapine ne lui laissent pas le temps de poser pour le portrait pour Koustodiev. Il promet qu'il viendra après la première, mais le peintre a tout de même le temps de réaliser quelques rapides dessins pour son futur portrait de Chaliapine,. Comme l'a écrit plus tard Chaliapine, « Koustodiev a peint rapidement les esquisses de la décoration et des costumes pour La Puissance de l'ennemi ». Il ne se limite pas à concevoir les costumes, il transpose, dans ses esquisses, la personnalité des personnages, leur tempérament et la gamme de leurs grimaces.
|  |                                                             |                          |  |
|  | Esquisses des costumes réalisés par Koustodiev pour l'opéra | La Puissance de l'ennemi |  |

La première de La Puissance de l'ennemi se déroule le 7 novembre 1920 et, selon le témoignage du fils de Koustodiev Cyrille, elle est admirable, si bien que « son père revient à la maison très excité et déclare que Chaliapine est un vrai génie et que pour l'Histoire il doit absolument faire son portrait ». Comme l'observe Chaliapine, Koustodiev « suivait les répétitions avec le plus grand intérêt, et il me semble qu'il était inquiet, qu'il attendait la générale. Lors de la première représentation, Koustodiev s'assied dans la loge du directeur et est tout réjoui. Le spectacle est présenté avec brio par toute la troupe et le public apprécie ». Alexandre Blok regarde aussi le spectacle et il est frappé par la force de la synthèse artistique qu'il représente et écrit dans son journal que « Chaliapine en Eriomka (La Puissance de l'ennemi d'Alexandre Serov) parvient à représenter l'insolence de l'ivresse, la ruse, l'esprit, l'horreur de ce forgeron russe. Mais pas tout à fait, il lui manque la médiocrité, il est trop Chaliapine, trop Méphistophélès et en général pas assez diable russe ordinaire ». Chaliapine a joué un grand nombre de fois le rôle d'Eriomka ; en tout, sur la scène du théâtre Mariinsky, pour la saison 1920-1921, il l'a joué 47 fois.

## Création

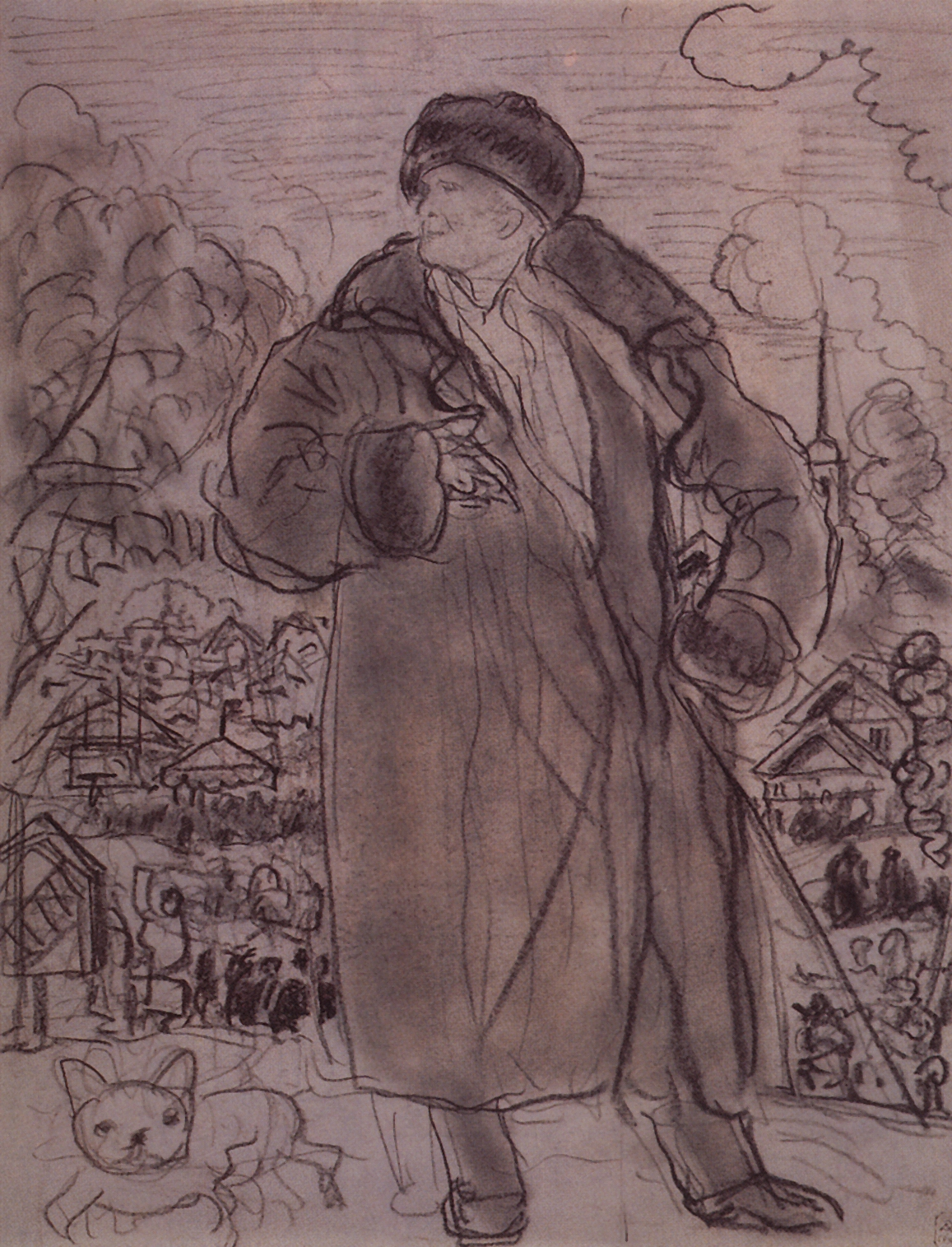
Esquisses du portrait, 1920—1921

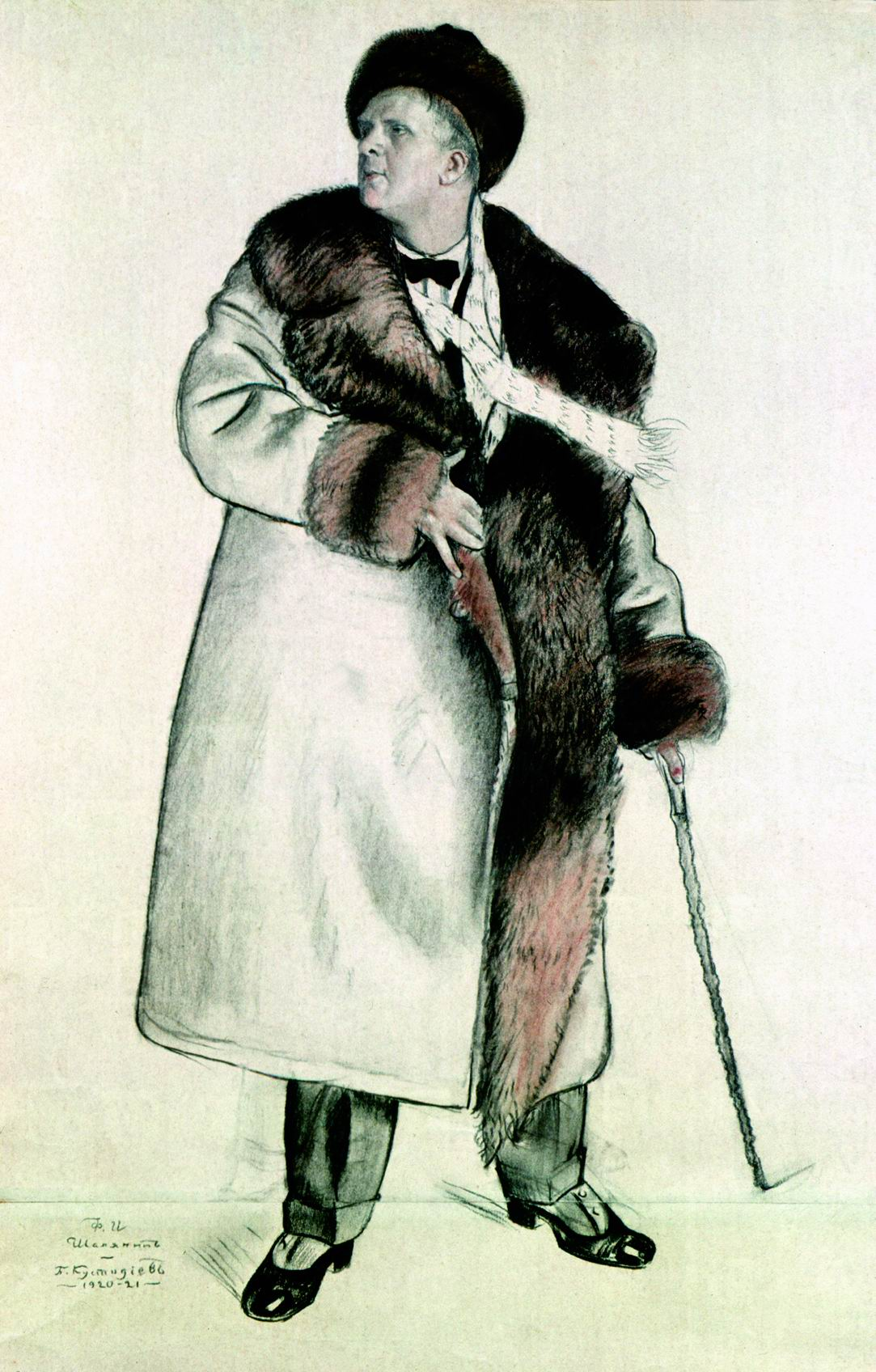
Portrait de Chaliapine, 1921

C'est durant l'hiver 1920-1921 que Koustodiev reprend le travail commencé à l'automne sur le portrait de Chaliapine,. Pour commencer, Koustodiev réalise quelques études et dessins préparatoires, puis il commence à créer la toile principale,. Le peintre et le modèle sont d'accord sur le choix de la chouba que Chaliapine a reçue à la place de son cachet pour une de ses prestations,. Mais Chaliapine souhaite que son bouledogue français (carlin) du nom de Roïka figure sur le tableau, à ses pieds. Malgré le fait que le chien soit dressé, il faut de la patience pour lui faire tenir la pose. Chaliapine voulait que le chien le regarde lui,,. Mais le problème principal n'était pas le chien, mais le fait que Koustodiev avait décidé de représenter Chaliapine en pied, si bien que la mesure de la toile en hauteur dépassait deux mètres. Les séances de pose ont lieu dans la chambre qui sert d'atelier à Koustodiev. Mais elle est tellement petite et étroite pour l'imposant Chaliapine, que tout l'espace de la pièce est occupé par ce dernier et que le peintre ne peut pas atteindre toutes les parties du tableau pour représenter le modèle en entier. Il a dû transposer certaines de ses études par sections,,,,. En même temps, Chaliapine posait pour un artiste gravement handicapé, enchaîné à un fauteuil roulant d'invalide. Déjà dans l'incapacité de bouger, Koustodiev était assis pour peindre la partie centrale du tableau, mais, pour les parties hautes et basses, il est obligé de travailler allongé, regardant au-dessus de lui la toile fixée à un châssis en position inclinée presque horizontale qu'il peint alors comme on peint un plafond,,,,,. Grâce à une poulie attachée au plafond et reliée par une corde et un contre-poids, Koustodiev peut modifier lui-même, sans l'aide de personne, la position de la toile pour la placer selon l'inclinaison souhaitée,. Plus tard, le critique d'art Piotr Neradovski, visitant l'appartement du peintre en 1921, a pu voir le tableau quasiment terminé et il se souvient comment Koustodiev a répondu à sa question « Comment avez-vous pu peindre un portrait d'une taille pareille ? » :

« Il a simplement répondu comme si rien n'était bien particulier, expliquant qu'au plafond avait été fixé solidement un bloc de bois au travers duquel était passée une corde à l'extrémité de laquelle était attaché un poids ; avec un système de poids et contre-poids, il pouvait rapprocher la toile de son fauteuil, sans aide extérieure, l'incliner suffisamment pour qu'il puisse atteindre sa surface avec son pinceau ou au contraire l'écarter pour voir ce qu'il avait peint. C'est ce dispositif, inventé par Koustodiev lui-même, qui lui permettait de travailler sur des toiles aussi complexes. Seules les artistes comprendront les difficultés et inconvénients physiques que pareil travail provoquait chez une personne privée de la liberté de mouvement. Et lui, comme si de rien n'était, m'expliquait le processus technique mis au point… »

Comme le rappelle Chaliapine, le portrait a été réalisé rapidement. Cependant, pour cet artiste handicapé, c'était vraiment un travail incroyablement difficile, une véritable prouesse créative sans pareille, même si cela lui a apporté des moments de joie profonde et de bonheur,. C'est à l'aveuglette et à tâtons que Koustodiev a créé cette toile étonnante, qu'en fait il n'a jamais pu voir à une distance suffisante. Lui-même croyait à peine à l'achèvement réussi de la toile et ne se représentait même pas sa chance d'avoir pu atteindre son but. Beaucoup de peintres ont été frappés par son habileté de virtuose et par les dimensions étonnantes données par Koustodiev à sa toile,,,.

## Composition
Les dimensions du portrait sont de 215 × 172 cm, c'est une peinture à l'huile sur toile dont la signature à gauche indique : «Ф. И. Шаляпину. Б. Кустодіевъ/1921». La copie de taille réduite fait 99,5 × 81 cm, elle est également une peinture à l'huile sur toile et est signée à droite : «Б. Кустодіевъ/1922».

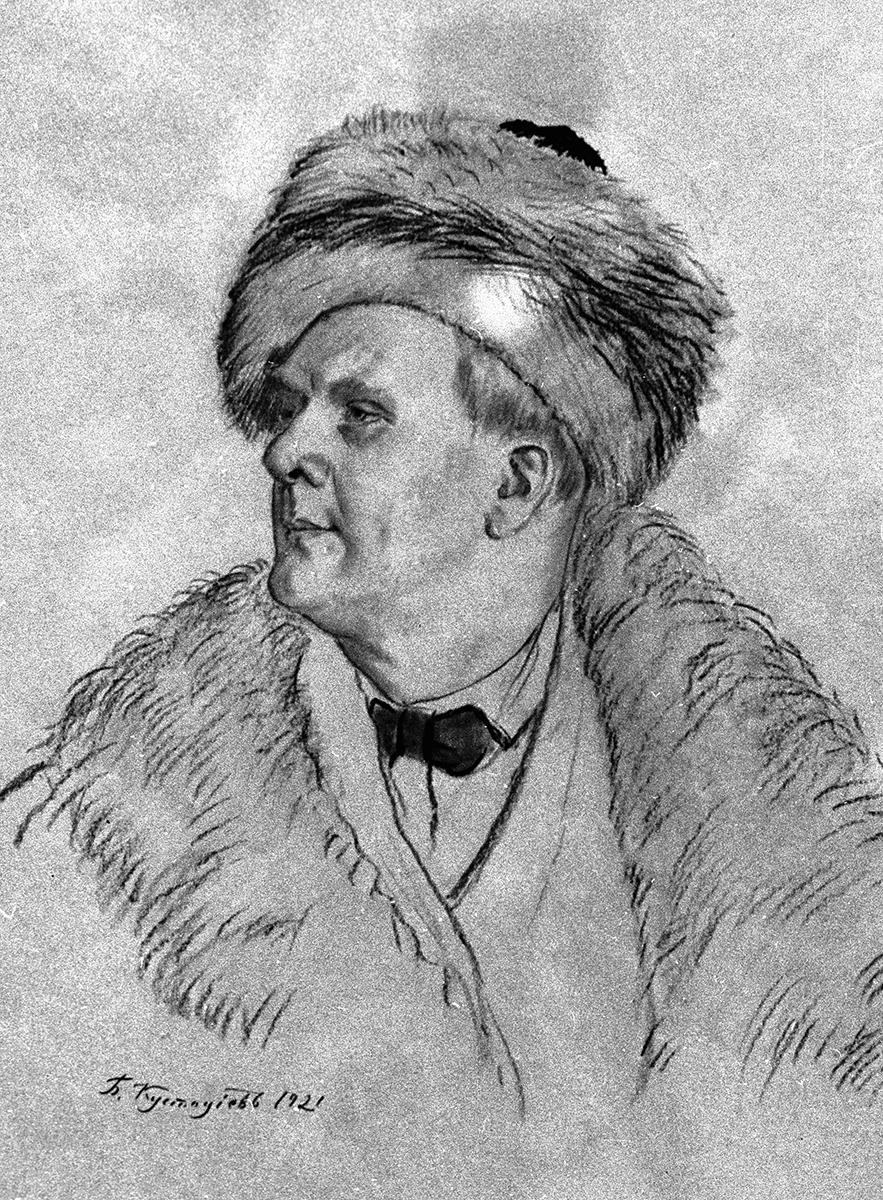
Photocopie de l'esquisse de la tête de Chaliapine, 1921

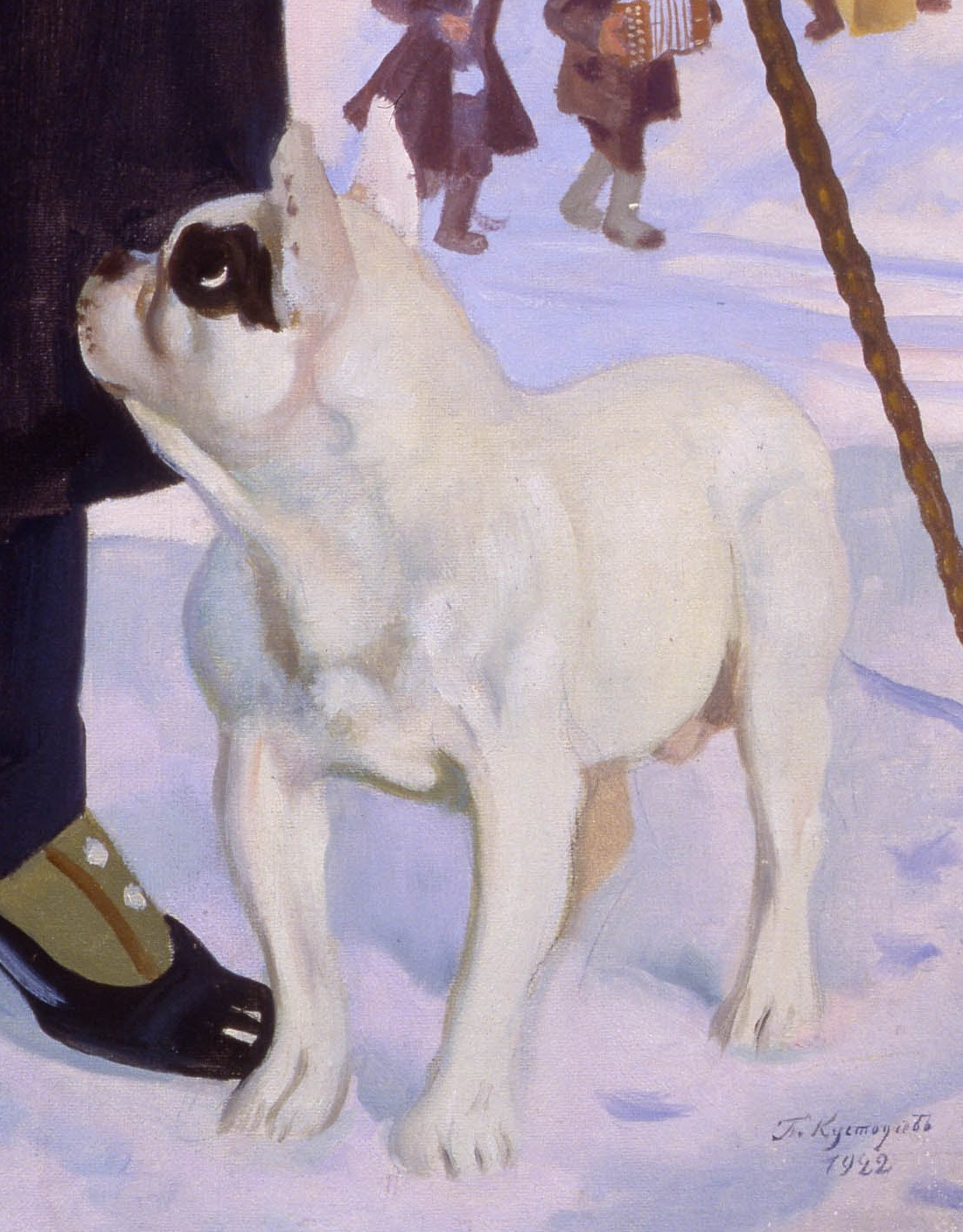
Roïka; le bouledogue français de Chaliapine

Au premier plan, sur un monticule enneigé se dresse, impressionnant, dans une pose théâtrale, un personnage à la taille colossale, Chaliapine, coiffé d'une chapka en castor et revêtu d'une luxueuse chouba, doublée de fourrure et garnie d'un haut col. Pour bien montrer la chouba, et malgré le gel, elle reste déboutonnée et découvre un costume de concert de style strict. Elle laisse dépasser au cou une écharpe qui voltige au vent. Chaliapine la retient de la main gauche d'un geste maniéré. La main est lisse et son petit doigt légèrement écarté permet d'apprécier une bague garnie d'une magnifique pierre précieuse au centre de la composition. Avec sa main gauche, il s'appuie sur une canne en bois précieux pour éviter de glisser. Chaliapine est chaussé de bottes en daim gris et laque noire, garnies de boutons nacrés blancs, sans doute à la dernière mode, mais clairement inadaptées pour la marche hivernale. Cette silhouette élégante et aux formes plastiques relevées se présente de face, en pied, la tête tournée vers la gauche, quasiment de profil,,,,,,,,,,,. Dans le coin inférieur droit du tableau est représenté le chien préféré du chanteur, un bouledogue français de couleur blanche, les yeux cernés de noir, dénommé Roïka. Il est représenté en taille réelle et regarde fidèlement son maître, sans être tenu en laisse. Dans le coin inférieur gauche, au deuxième plan, trois figures sont visibles : ce sont les filles de Chaliapine, Marina et Martha, accompagnées pour leur promenade par un grand ami, secrétaire de leur père, le ténor Issaï Dvorichtchine. Marina tient un petit singe sur le bras. Tous ces personnages ont été introduits dans le portrait à la demande de Chaliapine lui-même,,,,,,,,,.

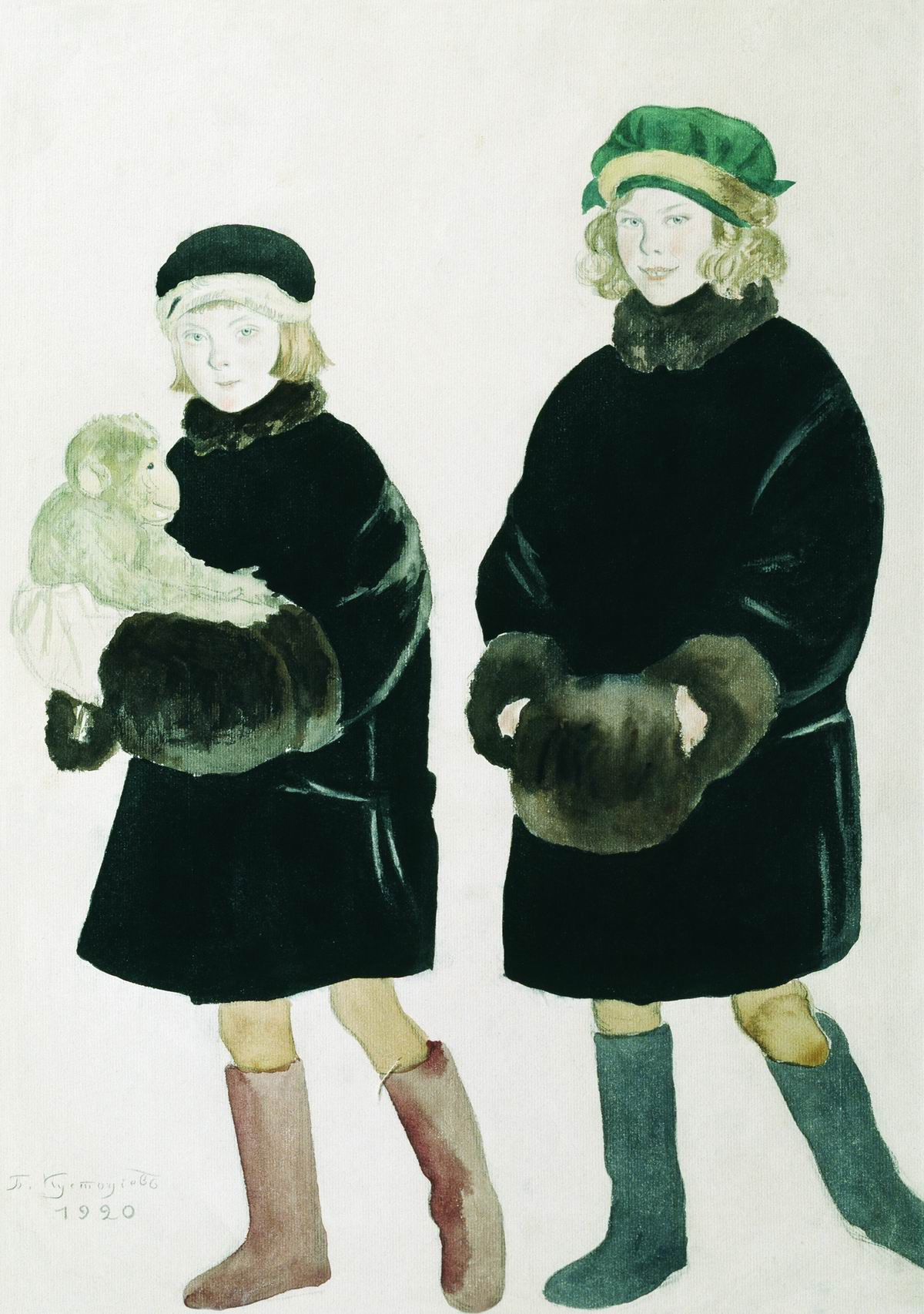
Marthe et Marina Chaliapine, 1920

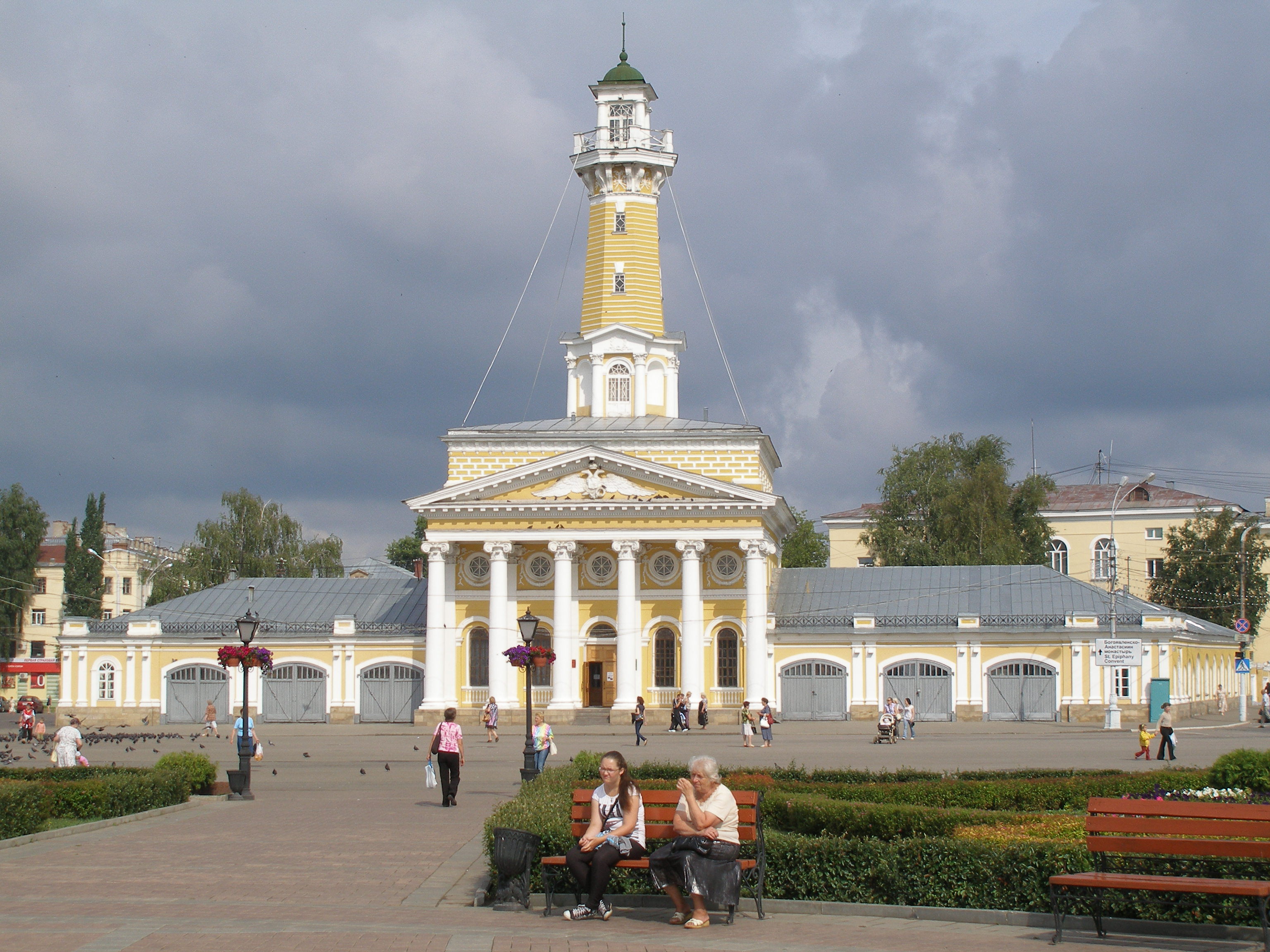
La Tour de guet de Kostroma à l'architecture caractéristique, est représentée par Koustodiev en vue lointaine en haut à gauche du tableau, sous les arbres givrés

L'étude de la composition d'un portrait semble le plaisir favori de Koustodiev en peinture. Une figure centrale de grande taille au premier plan, à l'arrière de laquelle on trouve vers le bas un grand espace béant, le fond du tableau, qui sera complété par un décor. C'est le même principe que celui de la Femme de marchand prenant le thé,,. Le fond du portrait est dans un matin clair inondé de soleil, un paysage d'hiver, des ombres bleues et roses sur la neige étincelante, des monticules de congères, des couronnes d'arbres couvertes de givre, des branches recouvertes de neige. À l'arrière du large dos de Chaliapine se déroulent des festivités populaires, une kermesse, un marché destiné à des rencontres joyeuses, lors de la fête du printemps, la maslenitsa, pleine de fièvre avec ses baraques multicolores, son cirque, son carrousel, ses patineurs, ses promeneurs en traineaux décorés et en troïkas. Tout ce monde est sur la place du marché avec ses plateaux et ses étalages qui, déjà à l'époque, ont un air du passé. Au loin, on aperçoit des constructions d'une ancienne petite ville russe qui font penser aux réalisations pittoresques du cycle de paysages de Koustodiev sur les villes de Kostroma et de Kinechma dans les années 1910, ou encore à sa décoration pour l'opéra La Puissance de l'ennemi,,,,,,,,,,. C'est un loubok, ou encore un paysage brueghelien, peuplé d'une multitude de personnages. Le spectateur peut s'attarder dans l'effervescence de la fête, et admirer la féérie des spectacles présentés, la variété des scènes bigarrées dans la ville, les chevaux qui partent au galop, les cochers qui s'amusent, les accordéonistes, les ouvriers éméchés, les baladins de rues, les chanteurs, les acrobates, les magiciens et autres boute-en-train, décrits avec amour par Koustodiev,,,,. Sur les maisons et les boutiques sont affichées de pittoresques enseignes : Taverne, Pain d'épice avec des affiches de craquelin et autres pâtisseries interdites en 1914 par le gradonatchalnik de Saint-Pétersbourg Dratchevski Daniil (ru), sous prétexte de mauvais goût, et que l'on ne trouvait plus qu'en province,. À l'entrée de la foire, à gauche, derrière les deux filles de Chaliapine, un panneau est fixé au sol, sur lequel est affiché son nom en grandes lettres en cyrillique, en diagonale sur fond jaune. Sont lisibles les noms de quelques opéras pour lesquels il a déjà prêté son talent : Judith, La Roussalka (en), Faust, La Puissance de l'ennemi, La Pskovitaine. Koustodiev donne plusieurs noms à son tableau ; outre celui de Portrait de Chaliapine, on trouve aussi : La Nouvelle ville, Fiodor Chaliapine dans une ville inconnue, F.I. Chaliapine à la foire, Chaliapine à la foire de Nijni Novgorod. Le peintre a donc bien voulu le représenter en tournée dans une ville inconnue. Le chanteur, lui, se promène et examine cette ville du haut de son monticule d'un air préoccupé, incertain qu'en ce jour de fête, tous ces gens seront séduits par son talent,,,,,,,,,.

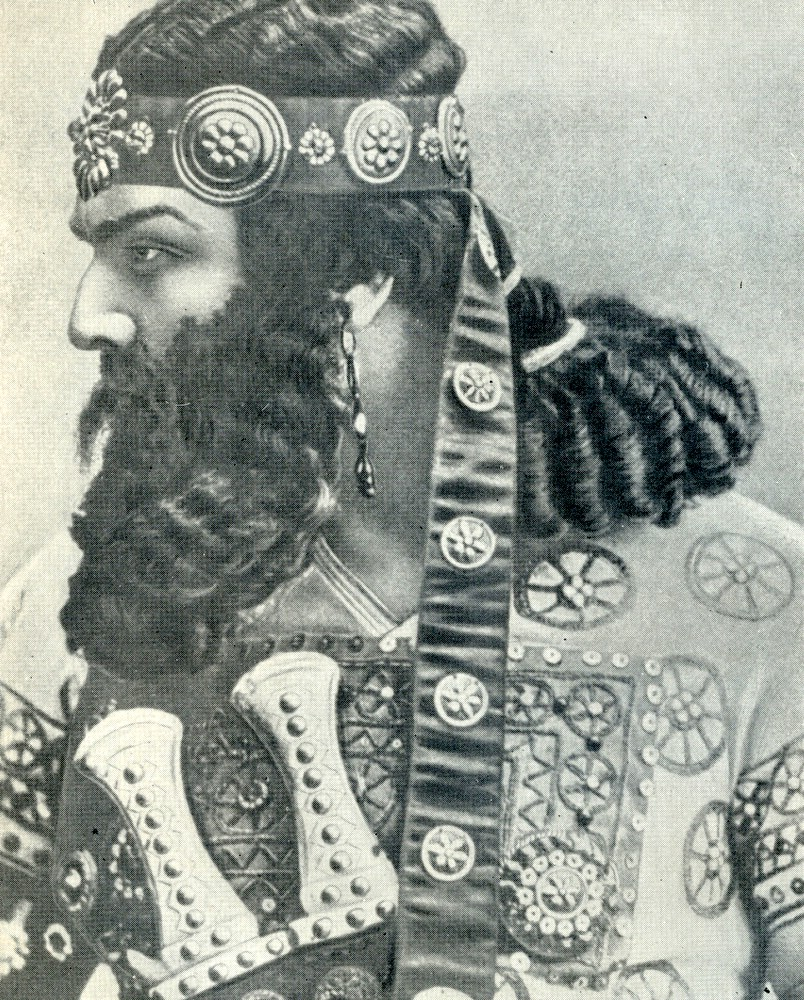
Chaliapin F. en 1898 dans le rôle d'Holopherne dans l'opéra d'Alexandre Serov “Judith” (en Юдифь)

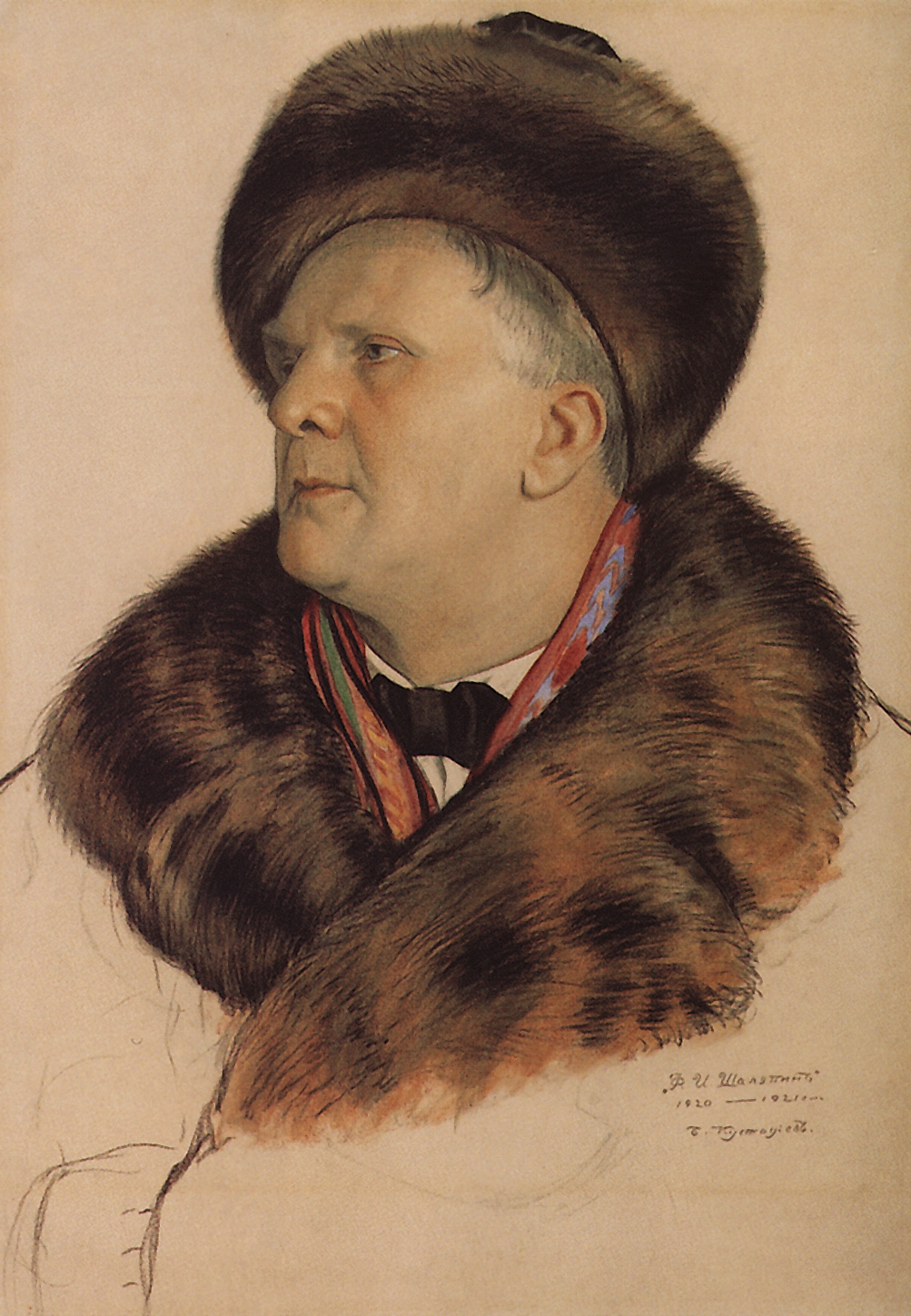
Étude de la tête de Chaliapine, 1921

Le monde intérieur du Portrait de Chaliapine est complexe. Le chanteur paraît soucieux, pensif et il semble tourner son regard vers quelque chose ou quelqu'un d'extérieur au tableau, ou peut-être est-il simplement étonné de voir cette fête et se demande-t-il s'il reviendra la revoir comme il retournait dans sa jeunesse à la foire de Nijni Novgorod « où se déroulait le grand marché dans un espace immense et dans la bonne humeur »,,. Dans ce portrait, quelque peu d'apparat, Koustodiev fait ressortir avec malice le caractère un peu narcissique de Chaliapine, son désir d'être dandy, de porter de beaux vêtements, et crée ainsi vraiment une image d'anthologie du chanteur, représenté en seigneur russe désinvolte ou en marchand prospère,,,,,. Le chanteur montre par toute son apparence qu'il n'est pas dans la misère, qu'il est plutôt une sorte bourgeois soviétique, une personnification de la NEP de Lénine, qui visait par cette réforme à introduire des éléments du capitalisme dans l'économie de l'URSS pour reconstruire le pays ruiné par la guerre civile russe. Koustodiev a réussi à transmettre par sa toile une véritable biographie de Chaliapine : avec son esprit créatif et original, le chanteur interprétait des chansons folkloriques, des chansons de la Volga depuis les théâtres et les baraques foraines des foires de province jusqu'aux plus grandes scènes d'opéra du monde. C'est ce qu'exprime le contexte festif de la fête populaire du tableau dans lequel Chaliapine se sent comme dans son élément natal, c'est-à-dire dans le peuple russe. En regardant le tableau, le spectateur se trouve dans le même état que s'il entendait la voix du chanteur lui-même au milieu de la musique de carnaval de cette petite ville. Chaliapine est lié au peuple, il personnifie son esprit et sa puissance et reste dans l'âme un homme russe. Sa nature créatrice, en dépit de l'aspect décoratif et coloré de la toile, a donné l'occasion à Koustodiev de réaliser des recherches sophistiquées pour réaliser cette image de plein air, sans chercher à simplifier les problèmes, mais au contraire et selon son habitude, à les complexifier pour mieux exprimer la créativité de sa conception,,,,,,.

## Destin ultérieur du tableau
Le tableau est connu sous le nom Portait de F. I. Chaliapine, bien que le premier nom que lui ait donné Koustodiev soit La Nouvelle ville, ou F. I. Chaliapine dans une ville inconnue, ou encore F. I. Chaliapine à la foire, Chaliapine à la foire de Nijni Novgorod. C'est un des meilleurs portraits de la peinture russe classique, et un des plus célèbres portraits de Koustodiev, un sommet de l'ensemble de son œuvre , son premier et dernier appel à la personnalité d'un bel artiste,.

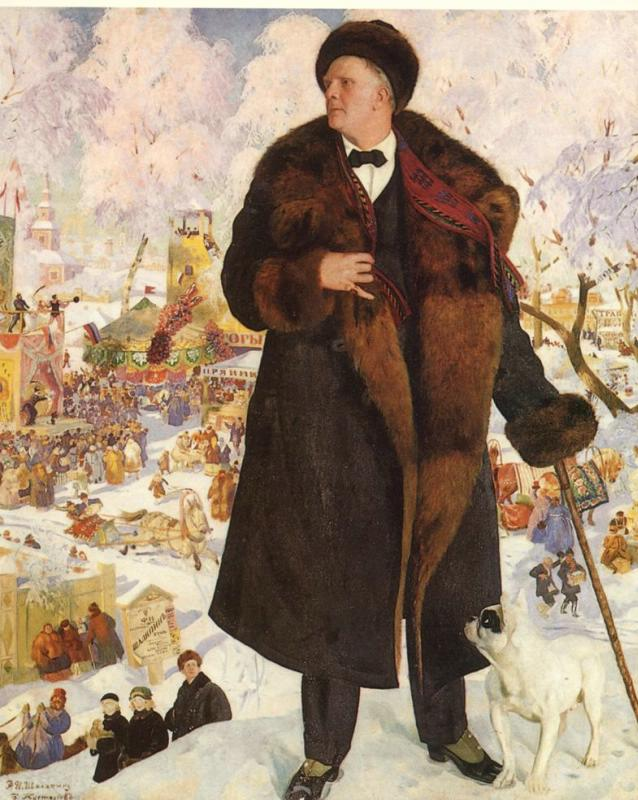
Original du tableau daté de 1921

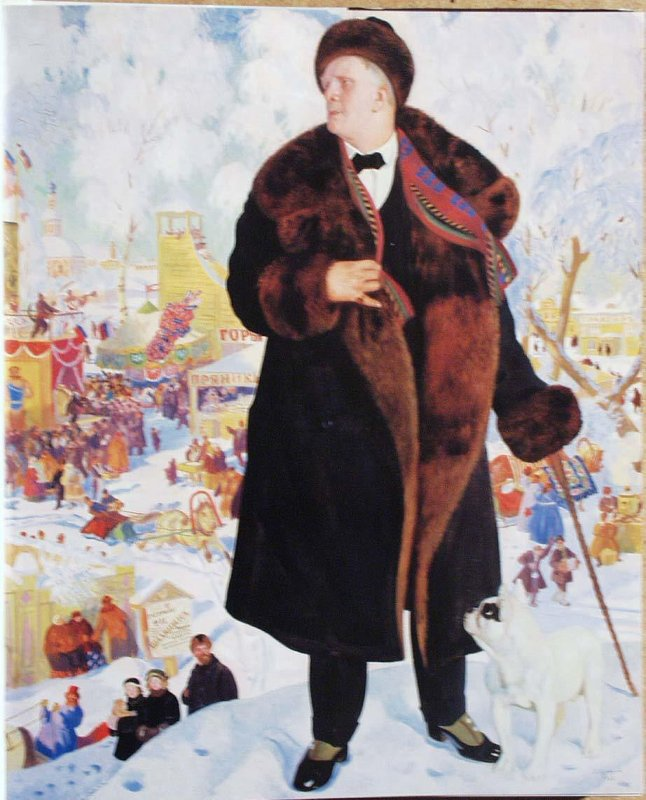
variante datée de 1922

Le portrait de Chaliapine, mais aussi le portrait de son épouse et quelques autres toiles de Koustodiev ont été présentés à l'exposition de l'association Mir iskousstva, ouverte le 14 mai 1922 au Palais Anitchkov. Koustodiev n'a pas pu le visiter et s'est contenté de commentaires de connaissances, qui n'étaient pas toujours très objectives, comme par exemple les avis de Kouzma Petrov-Vodkine, qui rend visite à Koustodiev à cette époque. Selon le témoignage de Vsevolad Voinov (ru), Petrov-Vodkine a vexé Koustodiev de manière désinvolte en l'attaquant à ses relations avec Mir iskousstva lançant « comme avec regret et condescendance » : « Bien sûr, disent-ils, tu es un malheureux, assis dans ton fauteuil, tu ne vois rien, étant en retard d'un siècle ! Ton portrait de Chaliapine est faible, c'est de la littérature ». Vsevolod Voïnov, quant à lui, ne s'est pas ménagé pour promouvoir l'exposition et en particulier pour l'œuvre de Koustodiev qui y est présentée. Voïnov considérait la présentation de cette œuvre comme le plus grand évènement artistique de la saison. Il écrit à ce propos dans la revue Parmi les collectionneurs (ru) que Koustodiev est au sommet de son art et que l'on peut le considérer comme le plus russe des artistes tant par l'étendue du contenu de sa peinture que par les principes qui guident sa création », parce que « ses compositions, aux couleurs vives et joyeuses, sont imprégnées d'un immense amour pour la vie du peuple, dans tous ses détails, et il les peint avec son regard bienveillant, placide et accueillant qui est inhérent à son tempérament, quand il n'est pas porté vers les années fabuleuses de la révolution ». Dolmat Loutokhine (ru) se fait l'écho de cette appréciation de Voïnov, dans la revue Outrenniki. Pour lui, « si quelqu'un règne sur l'exposition, c'est bien Koustodiev… Comme il connaît bien et aime la Russie. Quelle puissance dans ce grand portrait de Chaliapine, corpulent, déjà vieillissant, bien portant et élégant, sur un fond bigarré de maslenitsa de province… Tout indique que Koustodiev est actuellement notre plus grand peintre ».

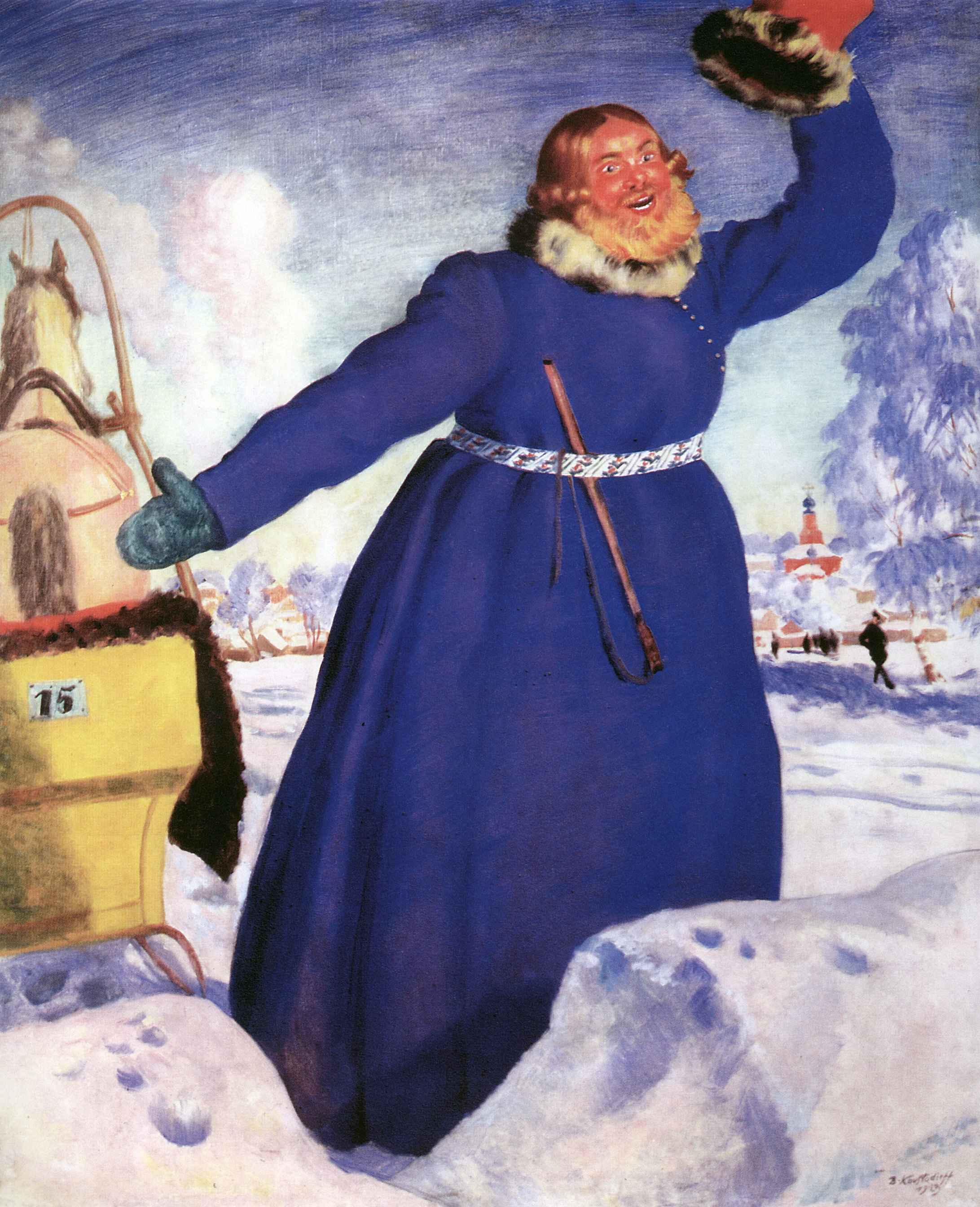
Le conducteur de traîneau, Boris Kustodiev

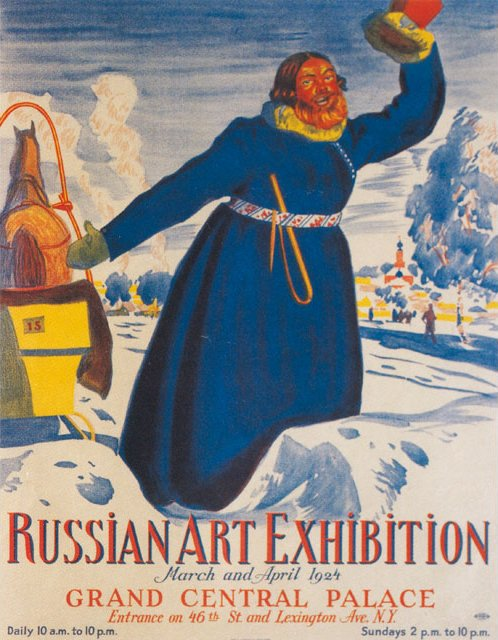
Boris Kustodiev - Le conducteur de traîneau, affiche de l'exposition de New York de 1924

Dès que le tableau est achevé, Chaliapine en fait l'acquisition. Le résultat de son travail, Koustodiev n'a pas eu le temps de l'apprécier parce que dès 1922, Chaliapine quitte Petrograd avec son épouse et ses enfants pour une tournée à l'étranger à Paris, où il a emmené son portrait ensemble avec sa belle collection de tableaux de peintres russes,,,,. Chaliapine était très satisfait du portrait, et l'estimait d'une valeur artistique extraordinairement élevée,, et au-dessus des autres œuvres le prenant comme sujet, du fait de l'ampleur de « l'esprit russe » qui en émanait. Chaliapine emportait même ce portrait en voyage avec lui. Mais le portrait plaisait aussi à Koustodiev lui-même, qui, pour le réaliser, avait investi beaucoup de forces physiques et mentales. L'artiste a vécu longtemps en pensant à la période de sa réalisation en 1922 et a créé pour lui-même une variante du tableau original, mais aux dimensions plus petites,,,. C'est ainsi que le portrait a été réalisé deux fois : en 1921 et en 1922,. Pour le peintre Eugène Klimoff, la répétition du portrait de Chaliapine « du fait de la réduction du format de presque deux fois, l'air majestueux et l'importance du personnage ont beaucoup perdu ». En 1924, la toile est exposée à l'exposition d'art russe qui a lieu au Grand Central Palace à New York , et Koustodiev réalise pour celle-ci le tableau-affiche « Cocher de luxe » et quelques autres travaux, rapidement achetés par les visiteurs de l'exposition comme reproduction. Comme l'écrivait alors l'organisateur de l'exposition Igor Grabar, « la marchandise russe est la plus demandée, tout ce qui, selon les américains, est très russe […] La plupart achètent Chaliapine de Koustodiev et aussi son Likhatcha…». De la nouvelle version réduite du tableau, Koustodiev ne s'en sépara pas jusqu'à sa mort en 1927. La même année 1924, après une longue tournée de cinq ans, les autorités soviétiques interdisent à Chaliapine de revenir dans sa patrie et le privent du titre d'Artiste du peuple de la RSFSR, qu'il avait reçu pour la première fois en 1918,. Dans ses mémoires écrites en France, Chaliapine consacre à Koustodiev plusieurs pages émouvantes. Comme l'écrit Chaliapine, « je n'ai pas dû regarder longtemps avec amour cet homme incroyable. […] J'ai été profondément marqué par l'annonce de sa mort, je dirai de la mort de l'immortel Koustodiev. Comme un héritage précieux, je conserve dans mon appartement parisien mon portrait qu'il a réalisé et toutes les esquisses étonnantes de La Puissance de l'ennemi ». Toutes ces œuvres ont été achetées par Chaliapine à Koustodiev, mais en souvenir de leur rencontre et du travail en équipe. Chaliapine avait l'intention d'écrire un troisième livre qui aurait été consacré entièrement au théâtre, mais il n'en a pas eu le temps du fait qu'il est décédé en 1938. Chaliapine ne s'est jamais séparé du portrait réalisé par Koustodiev,. Jusqu'aux derniers jours de sa vie, ce portrait était accroché aux murs de son cabinet de travail, au-dessus d'une grande cheminée en bois sculpté dans l'appartement parisien du chanteur dans l'immeuble situé au No 22 de l'Avenue d'Eylau,,. Trente ans après la mort de Chaliapine, en 1968, ses filles Martha, Marina et Dassia ont offert le portrait au Musée russe pour qu'il le conserve et l'expose,. Quelques années auparavant, en 1964, le portrait de Maria Chaliapina, l'épouse du chanteur, avait été confié à un proche de la famille pour qu'il le conserve (Issaï Dvorichtchine),. Depuis 1985, le portrait de Chaliapine est exposé dans le grand salon à la maison musée de F. Chaliapine à Saint-Pétersbourg,,,,. En 2011, le portrait a été présenté à Moscou pour la première fois lors d'une exposition intitulée De Saint-Pétersbourg à Moscou, aller-retour dans la maison-musée de Chaliapine à Moscou au Boulevard Novinskiy (en),,,.

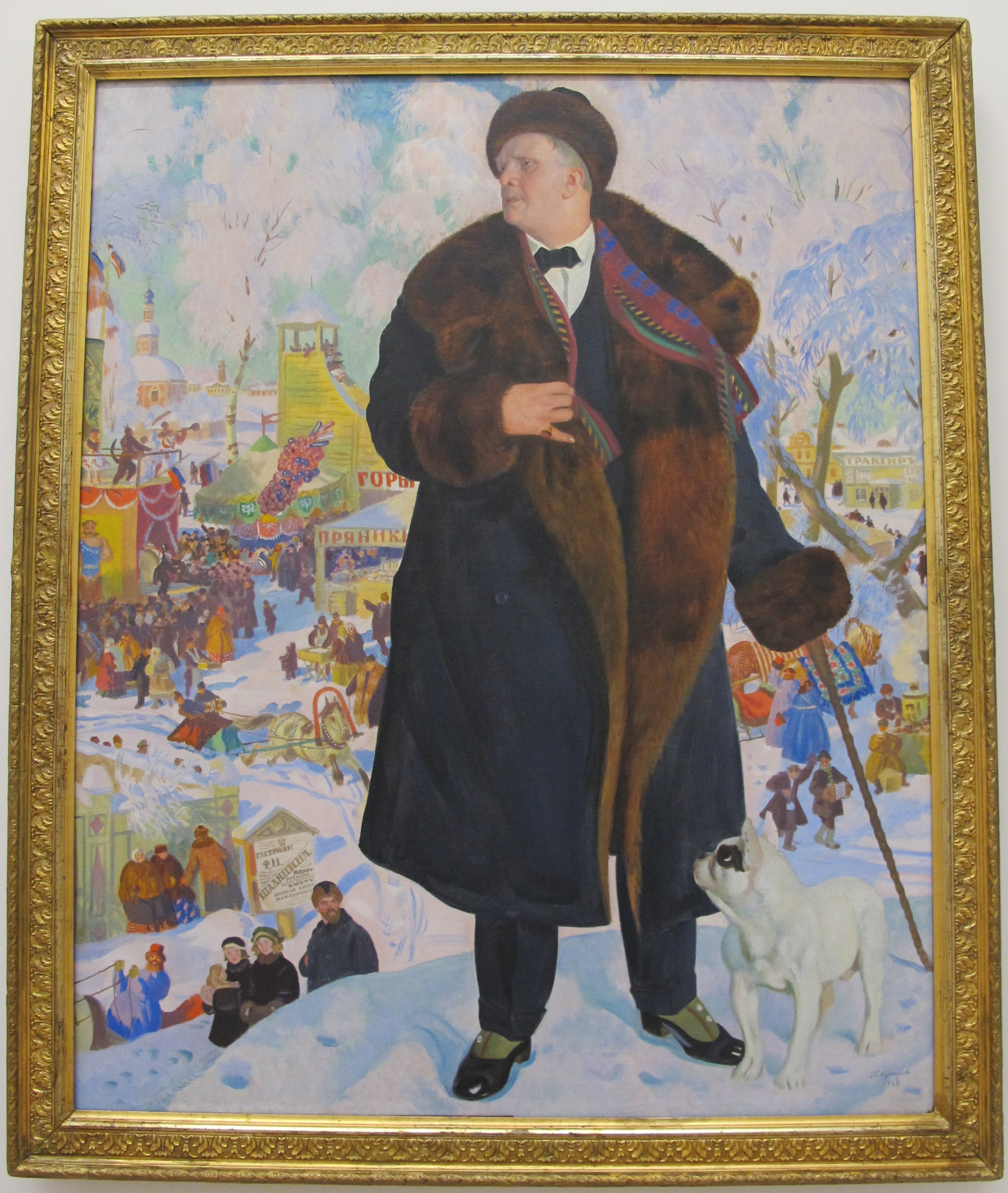
Version du portrait du musée russe

La copie en format réduit réalisée par Koustodiev se trouve au Musée russe,, où il a été transféré en 1927 de la Galerie Tretiakov. Il est présenté dans la salle no 70 du corpus Benois. Il est à noter qu'en URSS les reproductions ont été réalisées à partir de la copie réduite et non à partir de l'original. Ce portrait réduit a été présenté à plusieurs reprises lors d'expositions en Suède, au Canada et aux États-Unis,. En 1977, il a été exposé à l'exposition d'art russe et soviétique au Metropolitan Museum of Art à New-York. 
Les dessins préparatoires du portrait sont conservés à la Galerie Tretiakov, parmi lesquels on trouve un excellent dessin de la tête de Chaliapine. Une série d'autres dessins sont dispersés dans diverses collections, musées et collections privées et notamment à Moscou et aussi à la Galerie nationale d'Arménie. Le portrait à l'aquarelle de Martha et Marina Chaliapine est conservé au Musée des arts plastiques de Iekaterinbourg (ru).